# Creepy Jar
Creepy Jar est un studio de développement indépendant de jeux vidéo polonais basé à Varsovie, fondé en 2016. Il est le regroupement de plusieurs développeurs venant de divers studios comme Techland, Flying Wild Hog et 11 bit studios. Ils possèdent une expérience au sein de grandes équipes travaillant sur des jeux AAA aux vues des différents parcours des développeurs,[source secondaire souhaitée].
Le studio est surtout connu pour son premier jeu Green Hell, sorti en 2019, qui s'est vendu à plus de 7 millions d'exemplaires. Cette réussite commerciale, qui s'est traduit par un bénéfice net d'au moins 22 millions d’euros en 2020, a donné l'occasion à Creepy Jar de s'introduire dans la bourse de Varsorvie.
Le prochain projet vidéoludique Star Rupture est prévu pour 2025.

## Jeux développés
| Année | Titre        | Plateforme(s) | Plateforme(s) | Plateforme(s) | Plateforme(s) | Plateforme(s) | Plateforme(s) |
| Année | Titre        | Mac           | Win           | PS4           | PS5           | XS            | NS            |
| ----- | ------------ | ------------- | ------------- | ------------- | ------------- | ------------- | ------------- |
| 2019  | Green Hell   | Oui           | Oui           | Oui           | Oui           | Oui           | Oui           |
| 2025  | Star Rupture | Non           | Oui           | Non           | Non           | Non           | Non           |